# Banovci (żupania brodzko-posawska)
Banovci – wieś w Chorwacji, w żupanii brodzko-posawskiej, w gminie Bebrina. W 2011 roku liczyła 357 mieszkańców.